# Baiti

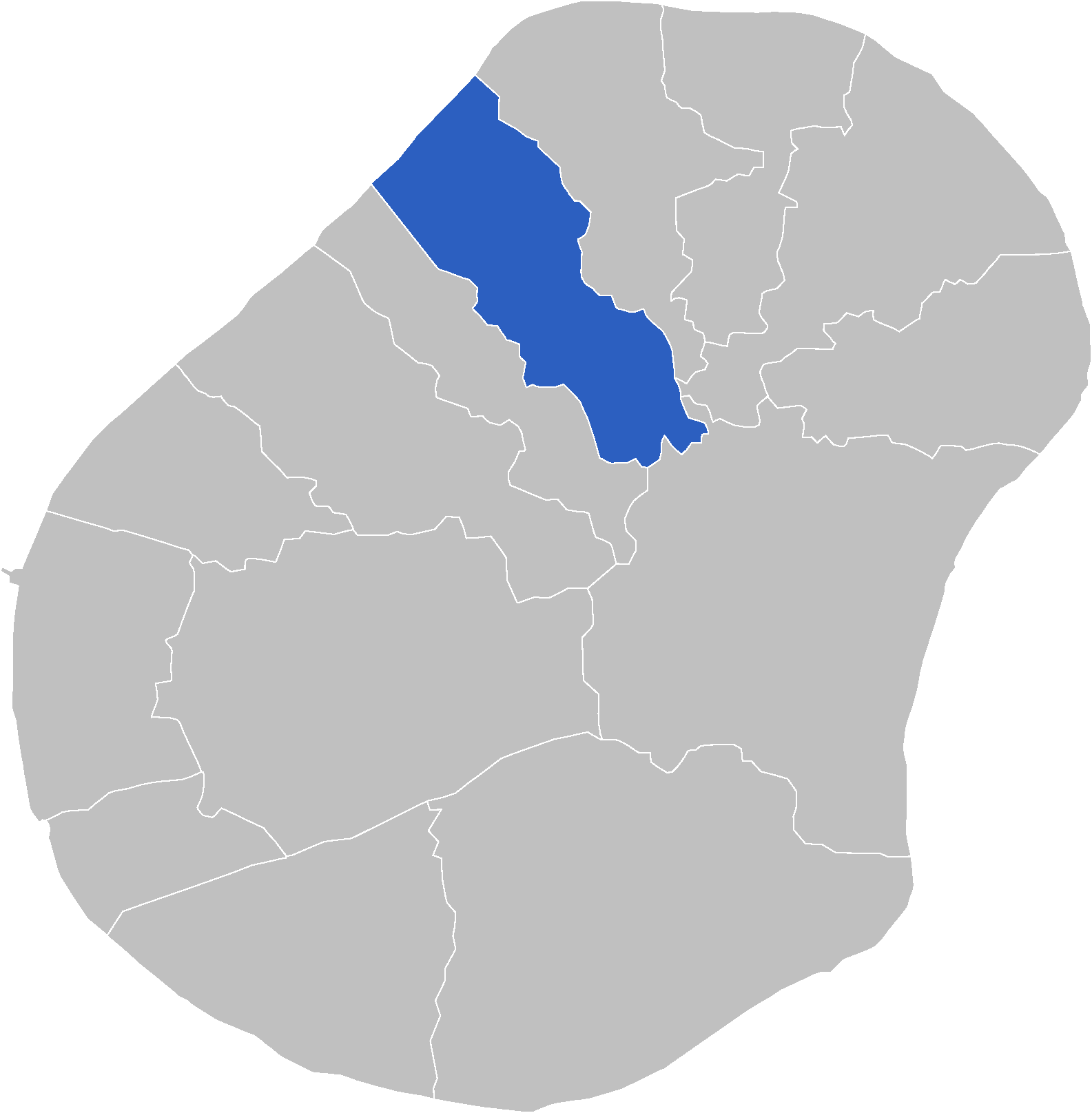
Distriktets läge på Nauru

Baiti (lokalt även Baitsi) är ett distrikt i landet Nauru. Distriktet ligger i den nordvästra delen av ön och har en area på 1,2 km². Totalt hade distriktet år 2004 834 invånare. Baiti är en del av valkretsen Ubenide.